# Sonet 114 (William Szekspir)

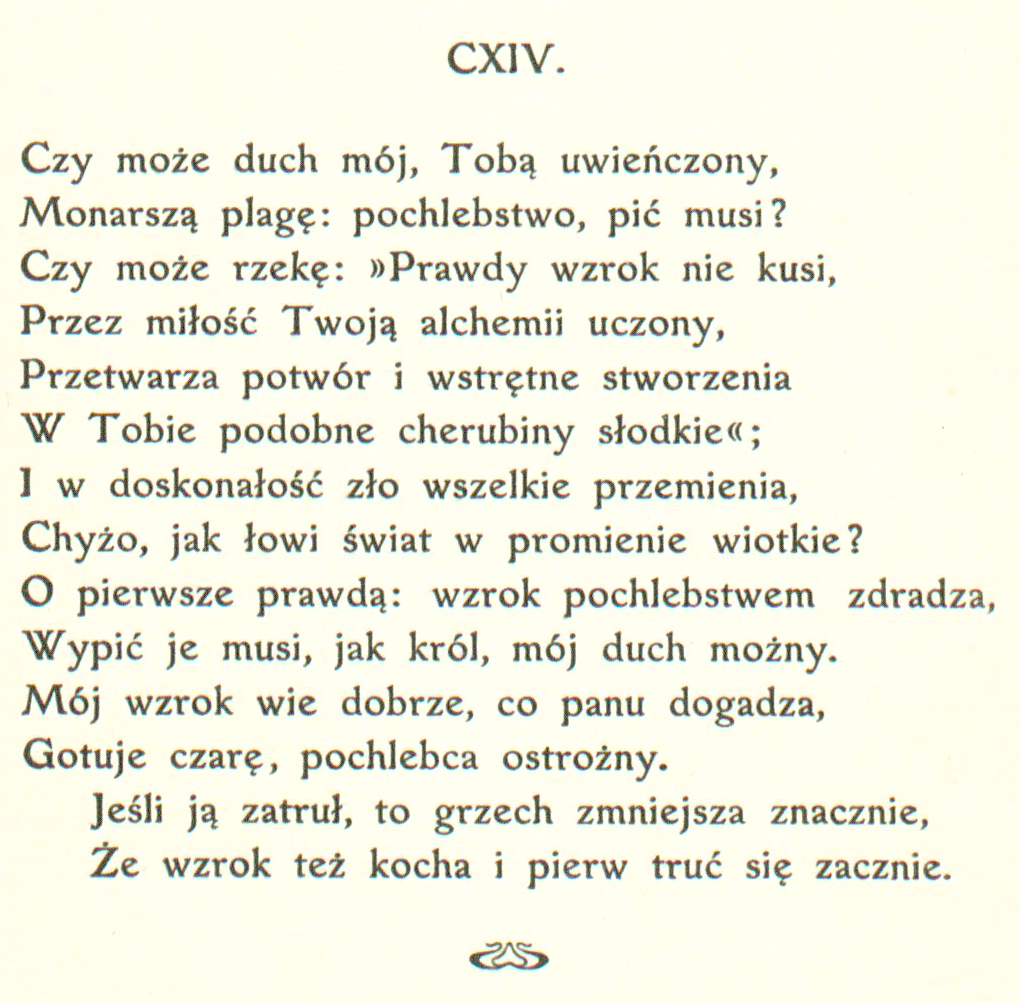
Pierwszy przekład sonetu 114 na język polski z 1913 przez ks. Marię Sułkowską.

Or whether doth my mind, being crown'd with you,

Drink up the monarch's plague, this flattery?

Or whether shall I say, mine eye saith true,

And that your love taught it this alchemy,

To make of monsters and things indigest

Such cherubins as your sweet self resemble,

Creating every bad a perfect best,

As fast as objects to his beams assemble?

O! 'tis the first, 'tis flattery in my seeing,

And my great mind most kingly drinks it up:

Mine eye well knows what with his gust is 'greeing,

And to his palate doth prepare the cup:

If it be poison'd, 'tis the lesser sin

That mine eye loves it and doth first begin.

Zali mój umysł, strojny w twą koronę,

Pochlebstwo w siebie, plagę królów, wchłania?

A moje oczy – mówiąż prawdę one,

A twa je miłość uczy czarowania,

Że wszelki potwór zmienia się w anioła,

W żywe odbicie twojego obrazu,

Zaś zło, do twego dostawszy się koła,

W coś najlepszego zmienia się odrazu?

Tak jest! To przedsię! pochlebstwo mych źrenic —

By król je chłonie ma wyniosła dusza;

Oczy me wiedzą, jaki ze swych szklenic

Podać mi trunek, co mój smak porusza!

Jeśli zatruty, grzech mój mniejszy: miło,

Że moje oko pierwsze go spełniło.

Sonet 114 (incipit OR whether doth my minde being crown'd with you) – jeden z cyklu 154 sonetów autorstwa Williama Szekspira. Po raz pierwszy został opublikowany w 1609 roku.
Sonet 114, będący bezpośrednią kontynuacją sonetu 113, nawiązuje również do motywu ocierającej się o bałwochwalstwo miłości z sonetu 105. 

## Treść
W sonecie tym podmiot liryczny, przez niektórych badaczy utożsamiany z autorem, kontynuuje rozważania z poprzedniego sonetu, jednakże pojawia się w nim obawa natury moralnej, że obraz świata widziany przez jego oczy pozostanie na zawsze przekształcany przez miłość. 
W ostatnich czterech wersach pojawia się metafora oczu jako sługi i umysłu jako króla. Interpretacja tych wersów wprost wskazuje, że winę sługi (zmysłu) umniejsza równoczesne z królem (umysłem) bycie oszukanym oraz wspólne zatrucie nieprawdą, natomiast na gruncie platonizmu i  platonizmu renesansowego wina króla (umysłu) jest większa przy popełnianiu tego samego błędu niż sługi (oczu).

## Polskie przekłady
| 1913 |  | Czy może duch mój, Tobą uwieńczony,         |  | Maria Sułkowska     | [ 11 ] |
| 1922 |  | Zali mój umysł, strojny w twą koronę,       |  | Jan Kasprowicz      | [ 4 ]  |
| 1948 |  | Czy więc umysł, któremu ty jesteś koroną,   |  | Władysław Tarnawski | [ 12 ] |
| 1968 |  | Czy to umysł mój, tobą ukoronowany,         |  | Marian Hemar        | [ 13 ] |
| 1979 |  | Może mój umysł koronę twą nosi              |  | Maciej Słomczyński  | [ 14 ] |
| 2011 |  | Czy więc umysł mój, tobą zdobny jak koroną, |  | Stanisław Barańczak | [ 7 ]  |
| 2015 |  | Czy zatem duch mój, gdy go królem czynisz   |  | Ryszard Długołęcki  | [ 15 ] |